# Linia kolejowa 203a (Infra Silesia)
Linia kolejowa 203a (Infra Silesia) Dąbrowa – Tauron Wydobycie – przemysłowa, obecnie jednotorowa, dawniej zelektryfikowana linia kolejowa zarządzana przez spółkę Infra Silesia, łącząca sieć Magistrali Południowej oraz Magistrali Hołdunowskiej poprzez stacje JCC i Dąbrowa z ZG Sobieski. Linia kolejowa odgałęzia się na stacji Dąbrowa, położonej na Magistrali Hołdunowskiej zarządzanej przez spółkę CTL Maczki-Bór, natomiast kończy się na posterunku bocznicowym Sobieski (Tauron Wydobycie). Odgałęzieniami linii są bocznice: węglowa, kończąca się w km 4,616 oraz kamienia kopalnianego w km 4,766, należące do spółki Południowy Koncern Węglowy.

## Operatorzy
Głównymi operatorami są PKP Cargo Service, obsługujący przewozy węgla kamiennego oraz CTL Maczki-Bór, obsługujący wywóz odpadów powydobywczych.